# Cape Brett Lighthouse

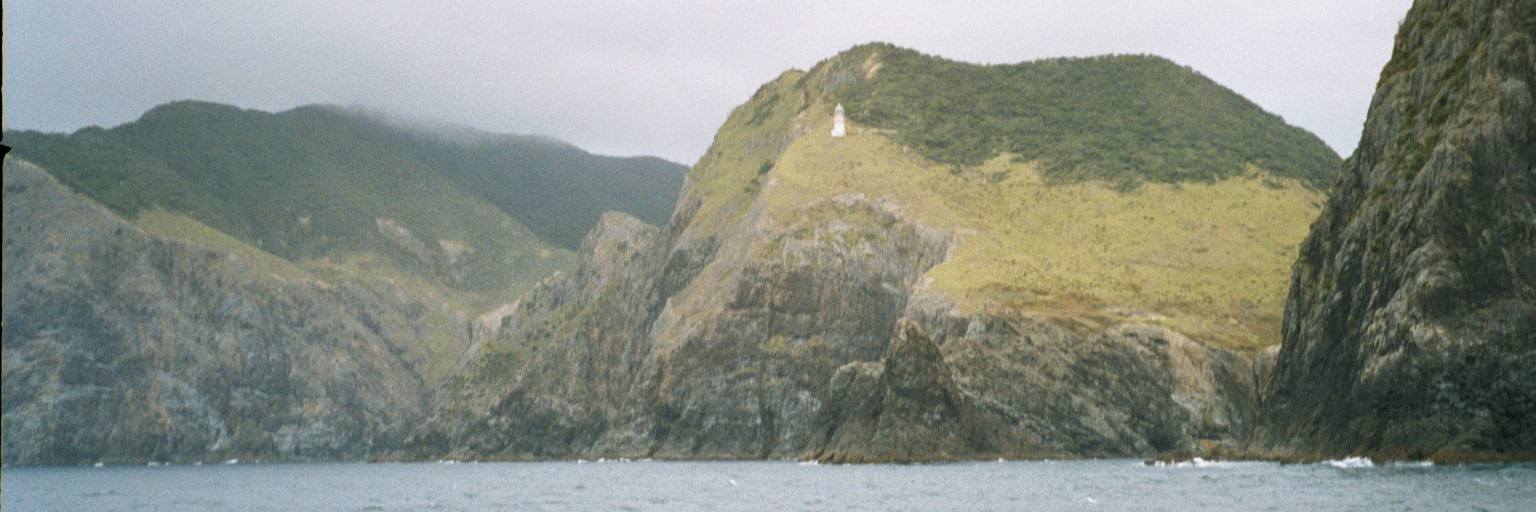
Cape Brett mit dem Leuchtturm

Cape Brett Lighthouse ist ein nicht mehr in Betrieb befindlicher Leuchtturm auf Cape Brett am östlichen Ende der Bay of Islands im Far North District in der Region Northland auf der Nordinsel Neuseelands.

## Geschichte
Der Leuchtturm auf Cape Brett stammt aus einer zweiten Phase intensiven Leuchtturmbaues Anfang des 20. Jahrhunderts war der letzte von insgesamt neun Leuchttürmen erster Ordnung, die landesweit gebaut worden.
Der Entwurf des Turmes erfolgte durch David Scott. Der Turm wurde in England gefertigt und die Teile per Schiff nach Neuseeland geschafft. Die gusseiserne Tragkonstruktion des Turmes wurde von Judds in Thames gefertigt. Die Laterne wurde Stevensons in Edinburgh konstruiert, Bauteile wurden von Chance Brothers in Birmingham und Milnes in Edinburgh geliefert.
Der Turm wurde 1909/1910 gebaut und am 21. Februar 1910 in Betrieb genommen. Die Beleuchtung mit 49 km Tragweite erfolgte mit Petroleum. Um die bei einem Leuchtturm Erster Klasse große und schwere Optik mit ihrer Fresnel-Linse zu lagern, griff man erstmals in Neuseeland auf eine schwimmende Lagerung auf einem Quecksilberbad zurück. Damit konnte eine reibungsärmere, stabilere Lagerung als bei den bisher üblichen Rollenlagern erreicht werden.
Für die drei hier lebenden Leuchtturmwärter wurden drei baugleiche Häuser errichtet, von denen eines erhalten ist.
1955 wurde das Leuchtfeuer elektrifiziert. Die Versorgung erfolgte anfangs über einen Dieselgenerator, 1967 erfolgte der Anschluss an das Stromnetz. Ausrüstung für einen Notbetrieb mit Öl ist jedoch bis heute im Turm vorhanden. Der Drehantrieb des Leuchtfeuers erfolgte über ein Uhrwerk, wie es standardmäßig in neuseeländischen Leuchttürmen zum Einsatz kam. Am 5. Oktober 1978 wurde der Turm außer Betrieb genommen. Seine Aufgaben übernahm ein automatisiertes Leuchtfeuer in der Nähe.

## Kulturdenkmal
Das Gelände der ehemaligen Leuchtturmstation mit dem Leuchtturm wurde am 26. Juni 2009 vom New Zealand Historic Places Trust unter Nummer 7799 als „Historic Place Category 1“ registriert.
Der Turm und das umliegende Gelände werden heute vom Department of Conservation verwaltet. Der Turm ist deshalb bedeutsam, weil die technische Ausrüstung nach der Einstellung des Betriebes in weitgehend vollständig erhalten blieb. Er könnte mit wenig Aufwand wieder in betriebsfähigen Zustand versetzt werden. Von den meisten anderen Gebäuden der Leuchtturmstation sind dagegen nur noch Reste erhalten.
Im Rahmen geführter Touren des DOC kann der Leuchtturm besichtigt werden.